# Bạch Trà (nghệ sĩ)
Bạch Trà (27 tháng 7 năm 1919 - 1997) là một nghệ sĩ tuồng nổi tiếng, một trong những diễn viên đầu đàn của nghệ thuật tuồng miền Bắc. Bà được trao tặng danh hiệu Nghệ sĩ nhân dân đợt 1 (1984).

## Tiểu sử và sự nghiệp
Bà tên khai sinh là Đào Thị Mấn sinh năm 1919 tại huyện Kim Thanh, Phủ Lý. Cha bà là nhà nho nghèo Nguyễn Ngọc Liễn, mẹ bà là Đào Thị Ngấn, một đào chèo có tiếng. Sau khi sinh bà ít lâu, bà Ngấn rời bỏ ông Liễn, đưa Bạch Trà lên Hà Nội sống. Ngay từ năm 6 tuổi, cô bé Mấn đã được học chèo và yêu thích chèo, trở thành đào chèo ngay khi còn nhỏ.
Khi 10 tuổi bà theo mẹ xuống diễn ở Hải Phòng và được gặp người cậu (em bà Ngấn) là một kép tuồng. Ngay từ khi đó, bà đã bị tuồng hấp dẫn, sau đó theo người cậu đi học tuồng. Sau khi ông cậu đột ngột mất, bà lại được mẹ cho đi theo ông chủ gánh tuồng Quang. Học được ít lâu, bà theo mẹ tới Vạn Hoa, đi theo một gánh chèo. Gánh tan, bà Ngấn kết hôn với ông chủ một gánh xiếc rong, và cô bé Mấn lại đi theo nghề xiếc. Khi gánh làm ăn thất bát, người cha dượng đánh đập Mấn, hai mẹ con bỏ đi. Sau đó bà được gặp bà Sự, chủ một gánh tuồng và được bà Sự yêu quý nhận làm con nuôi. Năm 1934, bà trở lại Hà Nội, xin vào gánh chèo của ông Mỹ Ký, từ đây cái tên Bạch Trà ra đời. Sau đó bà lại trở lại với tuồng, đi hát ở rạp Phúc Thắng. Hát ở rạp Phúc Thắng, bà trở thành diễn viên chính được nhiều người yêu thích, đóng thành công những vai như Điêu Thuyền, Lâm Anh Nga, Ngu Cơ...
Khi trở về Đông Anh, bà gặp và kết hôn với nghệ sĩ tuồng Quang Tốn. Hai người đã lập nên gánh hát mới mang tên Tôn Xuân Đài. Bà là đào chính, đóng nhiều vở tuồng cương như Mạnh Lệ Quân, Chiêu Quân cống Hồ, Phàn Lê Hoa, Tam khí Chu Du... Gánh Tôn Xuân Đài đã lưu diễn nhiều nơi cho đến khi Cách mạng tháng 8 thành công.

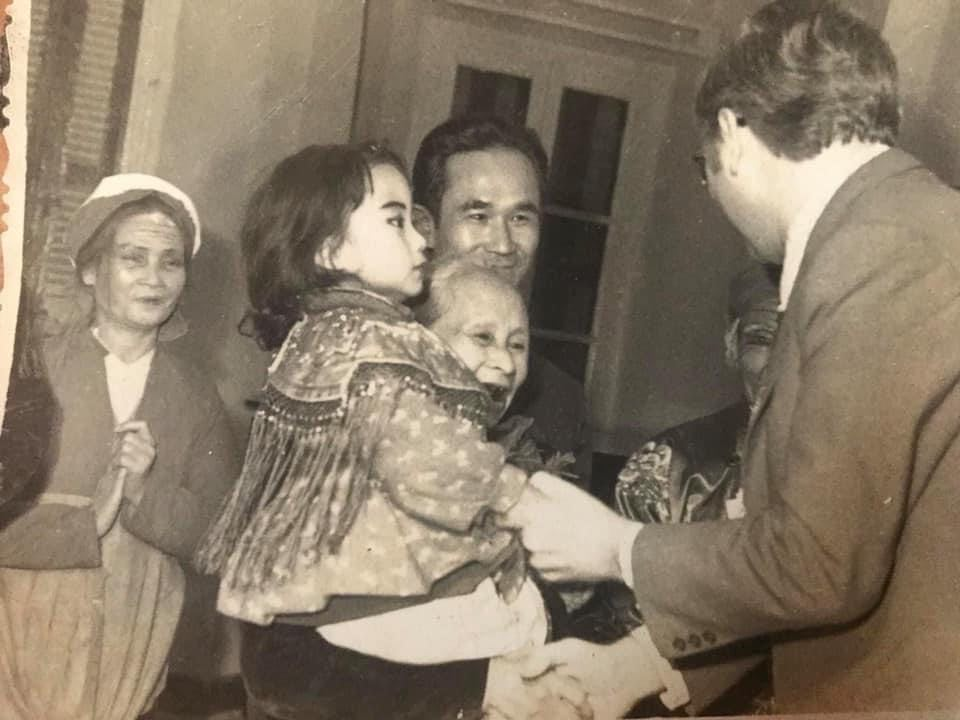
Nghệ nhân Đoàn Thị Ngà bế cháu gái nội giao lưu với đoàn văn nghệ Cộng hòa Dân chủ Đức (tức Đông Đức). Nghệ sĩ Bạch Trà đứng ngoài cùng bên trái.

Sau khi kháng chiến bùng nổ, gánh Tôn Xuân Đài đã di cư lên Bố Hạ, sau đó nhập quốc doanh trở thành Đoàn kịch Quyết Thắng. Nhưng do quan điểm lệch lạc hồi đó cho rằng tuồng là tàn dư của thời phong kiến nên đoàn chỉ diễn chèo và cả cải lương. Năm 1953, Bạch Trà lập đoàn cải lương Quyết Tiến ở Thái Nguyên, cũng trong năm đó bà được cử đi tham dự Đại hội liên hoan thanh niên sinh viên thế giới lần thứ IV ở Bucharest. Năm 1954, đoàn Quyết Thắng dự Đại hội văn công toàn quốc, bà đóng vai vợ Ngũ Vân Thiệu trong vở tuồng Ngũ Vân Thiệu bị vây Năm 1959, Bạch Trà - Quang Tốn được giao nhiệm vụ thành lập Đoàn Tuồng Bắc (tiền thân của Nhà hát Tuồng Trung ương). Bà nhận nhiệm vụ phụ trách chuyên môn cho đoàn. Kể từ đó bà gắn liền với đoàn tuồng Bắc, vừa biểu diễn vừa làm công tác chỉ đạo, giảng dạy cho nhiều diễn viên. Bà đã đóng hàng trăm vai đào, kép, và thành công với những vai như Mộc Quế Anh (trong Mộc Quế Anh), Đào Tam Xuân hay bà mẹ Lê trong Dấu chân người trước (Thuỳ Linh - Hoàng Yến), bà Ba trong Đề Thám, bà mẹ Định Công trong Suối đất hoa (Thuỳ Linh - Hoàng Yến dựa trên Đất nước đứng lên của Nguyên Ngọc)... Bà còn đóng vai bà mẹ trong một số bộ phim truyện như Bức tường không xây, Người chưa biết nói... Bà đã trực tiếp giảng dạy cho nhiều thế hệ diễn viên như Mẫn Thu, Minh Thịnh, Tiến Thọ, Hoàng Khiềm, Chu Lượng...
Bạch Trà đã được Nhà nước tặng thưởng Huân chương Độc lập, Huân chương Lao động. Năm 1984, bà được trao tặng danh hiệu Nghệ sĩ nhân dân (đợt 1).
Bạch Trà mất năm 1997, hưởng thọ 78 tuổi.